# Gautier d'Arras
Gautier d'Arras (Arras, 1135 – Arras, 1189) è stato un poeta, scrittore e troviero francese o fiammingo in lingua d'oïl di cui si conosce poco.

## Biografia
Vissuto verso la fine del XII secolo, viene chiamato Galterus attrebatensis o Walterus de Altrebat in molti documenti latini contemporanei, il primo dei quali risale al 1160, dove viene menzionato come proprietario ad Arras (Atrebatum in latino). Gautier sembra essere stato un cavaliere di Arras il quale tra il 1160 e il 1170 mantenne molti feudi importanti dell'abbazia di Saint-Vaast e tra il 1166 e il 1185 risulta essere un ufficiale alla corte di Filippo I delle Fiandre. Un testamento risulta chiaramente datato al 1185, in cui vengono nominati sua moglie Agnes e il figlio maggiore Roger.
Gautier ci ha lasciato due romanzi, Eracle e Ille et Galeron, dai quali si apprende che Gautier scrivesse per Baldovino di Hainaut, Thibaut V de Blois (morto il 1191), Maria di Champagne (figlia di Luigi VII ed Eleonora di Guienna) e anche per l'imperatrice Beatrice di Borgogna. Questi due romanzi sembrano essere stati redatti tra il 1176 e il 1184.
Eracle è una biografia romanzata di Eraclio I, imperatore bizantino e fondatore della dinastia degli eraclidi. Similmente al personaggio storico, l'eroe del romanzo diventa imperatore di Costantinopoli, combatte il re di Persia e recupera la Vera Croce. Anche se conforme a grandi linee ai fatti reali, il romanzo contiene una parte importante di meraviglioso, accentuato ancor più dallo scenario dell'Oriente.
Ille et Galeron è dedicato a Beatrice, la seconda moglie di Federico Barbarossa. L'azione di Ille et Galeron si svolge principalmente a Roma, anche se Ille è un eroe bretone. Il soggetto somiglia molto a quello del Lai d'Éliduc di Maria di Francia. Del resto, nel romanzo di Gautier, Ille è il figlio di un Éliduc. Numerosi studiosi suppongono che la prosa di Gautier è direttamente ispirata dal lai della poetessa.